# Pompa sodowo-potasowa

Schemat budowy

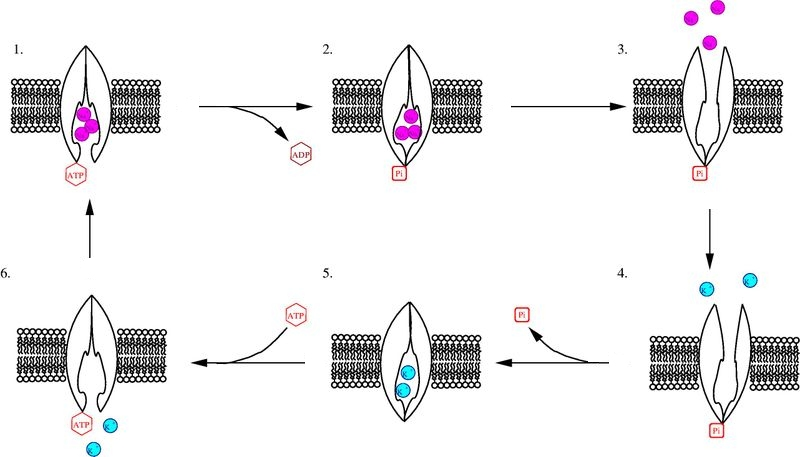
Schemat działania. Kółka fioletowe – jony Na^{+}, kółka niebieskie – jony K^{+}

Schemat działania

Pompa sodowo-potasowa (ATP-aza Na+/K+; EC 7.2.2.13 (daw. 3.6.3.9 i 3.6.1.37) – enzym białkowy uczestniczący w aktywnym transporcie kationów sodu (Na+) i potasu (K+). Mimo że przenosi je on przez błonę komórkową w przeciwnych kierunkach, nie może być nazywany antyportem, gdyż oba jony przemieszczone są wbrew gradientowi ich stężeń, co jest sprzeczne z definicją kotransporterów do których należą antyporty. Ma on podstawowe znaczenie dla komórek zwierzęcych, utrzymując potencjał błonowy i objętość komórki. Za badania nad tą cząsteczką Jens C. Skou otrzymał nagrodę Nobla w dziedzinie chemii w 1997 roku.
Pompa sodowo-potasowa składa się z dwóch rodzajów podjednostek: α (112 kDa) i β (35 kDa) tworzących w błonie komórkowej tak zwany heterotetramer 2α2β. Miejsce wiązania ATP znajduje się na podjednostce α. Na tej podjednostce, na powierzchni skierowanej do środowiska zewnątrzkomórkowego, znajdują się również miejsca wiązania dla steroidów kardiotonicznych (np. digitoksygeniny), które hamują aktywność pompy przez blokowanie defosforylacji.
Siłą napędową tego enzymu, potrzebną do pompowania jonów sodu i potasu, jest hydroliza ATP. ATP-aza Na+/K+ jest fosforylowana przez ATP w obecności jonów sodu i magnezu. Do podjednostki α, która jest związana z ATP, wiązane są trzy jony sodu. Następnie ATP ulega hydrolizie, a zmiana konformacji białka pozwala na przetransportowanie jonów sodu na zewnątrz komórki, gdzie zostają uwolnione z kompleksu. Zachodzi tu związanie dwóch jonów potasu oraz defosforylacja, wywołująca ponowną zmianę konformacji pozwalającą na przeniesienie jonów potasu do wnętrza komórki. Tu uwolnienie jonów następuje po przyłączeniu cząsteczki ATP.
Fosforylacja zależna od Na+ i defosforylacja zależna od K+ są krytycznymi reakcjami enzymu. Cykl enzymatyczny trwa 10 ms. Tak więc pojedyncza pompa, pracując przy maksymalnej prędkości 100 obrotów na sekundę, transportuje w ciągu sekundy 300 jonów Na+ i 200 jonów K+. Gradient sodowo-potasowy wytwarzany dzięki enzymatycznej aktywności ATP-azy Na+/K+:
- kontroluje objętość komórki
- jest niezbędny dla pobudzenia nerwów i mięśni
- jest siłą napędową transportu aktywnego cukrów oraz aminokwasów.

Działanie pompy wymaga:
- stałego dopływu glukozy i tlenu
- ciągłej syntezy ATP
- zachowania temperatury około 37 °C
- odprowadzania CO2
- odpowiedniego stężenia jonów Mg2+
- odpowiedniego stężenia jonów Na+ i K+

Zatrzymanie pompy prowadzi do:
- zmian składu płynu wewnątrzkomórkowego
- zmian składu płynu zewnątrzkomórkowego, w którym stężenie jonów Na+ zmniejsza się i zwiększa stężenie jonów K+
- utraty przez komórki specyficznych właściwości
- braku reakcji komórek na bodźce i do ich niepobudliwości.